# La Harmoye
La Harmoye (tiếng Breton: Lanhervoed, Gallo: Laharmoét) là một xã của tỉnh Côtes-d'Armor, thuộc vùng Bretagne, tây bắc Pháp.

## Dân số
Người dân ở La Harmoye được gọi là Harmoyens.